# 胡亢
胡 亢（こ こう、? - 313年）は、西晋末から五胡十六国時代にかけて地方政権を樹立した指導者の一人である。

## 生涯
元来は西晋新野王司馬歆の牙門将であったが、永嘉6年（312年）に竟陵（現在の湖北省）で挙兵し、楚公を称し荊州一帯を侵した。また司馬歆の部下であった南蛮司馬の杜曾を竟陵郡太守としている。
胡亢の性格は猜忌心が強いものであり、次々と配下の軍将を殺害した。永嘉7年（313年）、自らの身にも災いが及ぶことを恐れた杜曾はひそかに王沖の軍勢をもって胡亢を攻撃することを計画した。胡亢配下の軍勢が出撃し、城内の警備が手薄になった機会に乗じ計画を実行、胡亢は社曽により殺害され、その政権は社曽により継承されることとなった。